# Mojo Filter
I Mojo Filter sono un gruppo rock blues italiano.
Il nome del gruppo rimanda ad una frase contenuta in Come Together dei Beatles e a tutti gli utilizzi e le declinazioni che il mojo ha avuto nella cultura blues. Lo stile della band affonda le proprie radici musicali nella british invasion e nel British blues, ma anche nel rock psichedelico americano degli anni sessanta e settanta.

## Storia del gruppo
Nascono come trio nel 2006 dall'iniziativa di Alessandro Battistini e Daniele Togni . Nel 2010, con l'entrata del chitarrista Carlo Lancini e del batterista Giò Riggi esordiscono con l'EP The Spell, pubblicato per la Monkey Tonk Productions, che ha raccoglie buoni riscontri dalla critica musicale di settore..
Alternando concerti e sessioni in studio, nel corso del 2010, con l'ingresso nella band di Jennifer Longo alla batteria, preparano l'ossatura di Mrs Love Revolution, che viene registrato nello studio della band nel febbraio 2011 con il sound engineer Mauro Galbiati, mixato al Kitchen Sink Studio di Santa Fe (Nuovo Messico, Usa) da Jono Manson, e poi pubblicato il 14 novembre 2011 per l'etichetta italiana Club De Musique, distribuito da IRD.
L'album riceve buoni apprezzamenti da parte della critica nazionale
 ed internazionale, ed il successivo tour a supporto, iniziato il 5 dicembre 2011 con un concerto alla Salumeria della Musica di Milano in apertura agli americani Vintage Trouble ha fatto segnare settanta date comprese l'apertura per i North Mississippi Allstars e la partecipazione a festival tra cui Music for Emergency, Buscadero Day 2011, Arena Sonica, Festa di Radio Onda D'Urto, Ambria Music Festival, Blues River Festival.
Alessandro Battistini nel frattempo si è dedicato alla scrittura di nuovo materiale, entrato a far parte del nuovo album The Roadkill Songs, il terzo disco della band registrato nuovamente con Mauro Galbiati e mixato con l'ausilio di Antonio Gramentieri (Sacri Cuori) pubblicato il 14 febbraio 2013 sempre per la Club De Musique. Ha raccolto consensi della critica
Durante il tour successivo, il 25 marzo 2013, i Mojo Filter hanno registrato in una sessione live con Jono Manson Poor Hearted Man, brano inedito composto da Battistini edito sul canale YouTube della band.
Il gruppo ha suonato in We'll Meet Again Someday, brano arrangiato da Battistini e che chiude l'album Pontchartrain del cantautore toscano Cesare Carugi. Nel maggio la band ha collaborato con Luca Milani per la cover del brano Under My Thumb dei Rolling Stones, contenuta nella compilation Stoned Town edita nel dicembre 2013 da Martiné Records.
Nel corso della fine del 2013 il gruppo si scioglie. Carlo Lancini e Daniele Togni sono entrati a far parte dei Glorious Homeless, backing band del songwriter Luca Milani mentre Alessandro Battistini dopo aver inciso per la compilation di Natale in free download Mescalina.it: Free Christmas 2013 il brano Xmas Time's Outside My Door, ha pubblicato il 28 febbraio 2014, per l'etichetta Club De Musique Records, il suo primo album solista: Cosmic Sessions. L'album registra la presenza di Jono Manson, che ne ha curato anche il mastering nel Nuovo Messico.
Nel 2015 il chitarrista Carlo Lancini fonda insieme a Claudio Brolis e Marco Mazzucotelli il gruppo The Stone Garden al quale si aggiungerà anche Daniele Togni nel 2018
Nel 2018 i Mojo Filter tornano in attività con una nuova formazione che comprende Francesco Cimini alla chitarra e Gregorio Cordaro al basso con cui si mettono immediatamente al lavoro sul nuovo materiale.

## Formazione
- Alessandro Battistini (Cavarzere, 1974) - chitarra, voce
- Francesco Cimini (Erba, 1975) - chitarra
- Gregorio Cordaro (Bergamo, 1965) - basso
- Jennifer Longo (Bergamo, 1975) - batteria

## Collaboratori
- Mauro Galbiati – sound enginner (dal 2011)
- Fidel Fogaroli – tastiere (dal 2011)
- Giuseppe Favia – batteria
- Ferdinando Lozza – art designer
- Romano Farina – fotografo
- Gio Riggi – batteria (2009 – 2010)
- Daniele Togni - basso (fino al 2019)
- Carlo Lancini - chitarra (2010 - 2015)

## Discografia

### EP
- 2010 - The Spell (Monkey Tonk Productions)

### Album
- 2011 – Mrs Love Revolution  (Club de Musique/IRD)
- 2013 – The Roadkill Songs  (Club de Musique/IRD)

### Collaborazioni
- 2013 - Poor Hearted Man (live) Jono Manson & Mojo Filter (feat. Fidel Fogaroli)
- 2013 - We'll Meet Again Someday dal disco Pontchartrain (2013) - Cesare Carugi & Mojo Filter

### Compilations
- 2013 - Under My Thumb (Rolling Stones) tratta da “Stoned Town” (Martine' Records) - Luca Milani & Mojo Filter

## Discografia Alessandro Battistini

### Album
- 2014 - Cosmic Sessions (Club De Musique)

### Compilation
- 2013 - Xmas Time's Outside My Door - tratta da “Mescalina.it: Free Christmas 2013” (Mescalina.it)